# Tombos
Tombos este un oraș în Minas Gerais (MG), Brazilia.